# Jasper Hale
Jasper Whitlock Hale (o, originalmente nei manoscritti, Ronald) è uno dei personaggi della saga di Twilight, uno dei figli adottivi di Carlisle ed Esme Cullen. Jasper è stato l'ultimo ad unirsi alla famiglia di vampiri del dottor Carlisle Cullen e infatti è l'unico ad avere ancora dei problemi con la "dieta" particolare della famiglia Cullen, che vieta di nutrirsi di sangue umano. Negli adattamenti cinematografici è interpretato dall'attore e cantante Jackson Rathbone.

## Aspetto fisico
È rappresentato come un vampiro dall'aspetto "leonino" per i folti capelli biondo miele, alto, magro ma muscoloso. A causa della sua vita nelle guerre del Sud, il suo corpo è ricoperto da numerose cicatrici, invisibili agli occhi di un umano ma molto chiare per chi ha capacità visive maggiori, come i vampiri.

## Biografia
Il suo vero cognome è Whitlock ed è nato in Texas nel 1843. A quasi 17 anni mente sulla sua età (dicendo di essere ventenne), per arruolarsi nell'esercito dei confederati per combattere nella guerra civile e grazie al suo eccezionale carisma, in breve tempo riesce a fare carriera. Nel 1863 all'età di 20 anni, mentre torna dal campo di battaglia, Jasper incontra una vampira di nome Maria e due altre vampire bionde, Nettie e Lucy. Il ragazzo seppur spaventato dalle tre, si sente anche attratto dalla loro bellezza e, abituato a proteggere e non attaccare le donne, si lascia trasformare da Maria senza opporre resistenza. 
All'epoca il mondo dei vampiri era appena uscito da una grande guerra che aveva devastato il Sud degli Stati Uniti: era stata scoperta una nuova tecnica bellica, cioè costituire eserciti composti prevalentemente da vampiri neonati. La guerra causò talmente tanti morti, sia tra i vampiri che tra gli umani, che i giornali dell'epoca attribuirono il calo demografico a un'epidemia di colera. I Volturi intervennero quindi per sedare il caos risultante, ma quando se ne andarono, inevitabilmente le guerre ricominciarono, senza però spingerli a tornare. Maria era una sopravvissuta della prima guerra assieme alle due alleate Nettie e Lucy, che decise di sfruttare la guerra di Seccessione per creare un esercito composto da neonati che, da umani, erano soldati. Fu così che lei e Jasper si incontrarono. 
L'arrivo di Jasper segnò una svolta, nell'esercito che Maria stava costruendo: nonostante lui, con le capacità nel combattimento che stava già manifestando, continuasse a uccidere molti degli altri neonati con cui si azzuffava, fu presto notato da Maria, che decise di metterlo a capo tra i neonati che stava accumulando; il gesto permise all'esercito di aumentare di numero ancora di più, fino a raggiungere il considerevole numero di ventitré neonati. Maria continuò ad elogiare il suo lavoro e Jasper le restò devoto, convinto che non si potesse vivere in altro modo. 
Le battaglie alle quali l'esercito partecipò furono innumerevoli e sempre vittoriose ma, nel giro di un anno, tutti i neonati iniziali, escluso Jasper, furono uccisi.  
Già dopo pochi scontri Jasper e Maria avevano creato un rapporto molto stretto, ma mai quanto quello che un giorno lui avrebbe sviluppato con i Cullen: il ragazzo restò la marionetta e lei il burattinaio, non ci fu mai vera parità. Non passò molto tempo prima che Nettie e Lucy si rivoltassero, ma furono sconfitte. 
Jasper visse in questo modo fino a quando, molti decenni dopo, fece amicizia con un altro vampiro, Peter, che nonostante la sua reticenza a combattere, era talmente bravo in questo da sopravvivere tre anni, ricevendo quindi l'incarico di "babysitter" dei neonati. Una sera ai due vampiri fu affidato il compito di sbarazzarsi dei neonati che avevano superato l'anno di vita. Durante quest'incarico, appena una ragazza di nome Charlotte arrivò per essere uccisa, Peter si spaventò e fuggì con lei, lasciando indietro Jasper, che nonostante non capisse il gesto dell'amico, si rifiutò di inseguirlo e ucciderlo.  
L'inezia di Jasper fece infuriare Maria, soprattutto perché da un po' di tempo il rapporto tra i due si era inasprito: in quegli anni Jasper aveva cominciato a sviluppare i primi segni di una depressione dovuta al non riuscire più a sopportare il dover sentire le emozioni di chi uccideva. Maria aveva percepito l'irrequietezza del compagno e, non riuscendo a capire l'origine di ciò, era a sua volta diventata sempre più cauta e sospettosa quando si approcciava a lui. Jasper, grazie al proprio dono, aveva a sua volta previsto l'imminente attacco di Maria, ma proprio quando aveva cominciato a meditare di uccidere anche lei, Peter tornò e raccontò a Jasper il suo modo di vivere con Charlotte nel Nord degli Stati Uniti: non c'erano guerre né ostilità tra vampiri, e una semplice chiacchierata fu sufficiente a convincere Jasper a lasciare senza rimpianti quella vita. 
Purtroppo, neanche la vita lontano dalla guerra bastò a fargli passare la depressione, perché comunque continuava a sentire il dolore degli umani di cui si nutriva; due anni dopo lasciò anche Peter e Charlotte, i quali non riuscivano a capire la ragione della sua sofferenza.  
La vera svolta avvenne nel 1948, in un bar di Filadelfia: Jasper fu avvicinato da una giovane ed avvenente vampira di nome Alice, che grazie ai suoi poteri aveva visto come Jasper sarebbe diventato il suo compagno. Grazie ad Alice, Jasper ritrovò la speranza e da quel momento i due vivono uniti da un legame spirituale indissolubile, unico nel suo genere dato che mentre lei può prevedere le sue azioni, lui percepisce le sue emozioni, rendendoli una coppia estremamente affiatata. 
Nel 1950 Jasper e Alice raggiunsero i Cullen e da allora divennero parte integrante della famiglia. Jasper decise di prendere il cognome Hale, come quello di Rosalie, dato il loro aspetto molto simile, per lo meno agli occhi umani. La famiglia Cullen è composta vampiri che hanno scelto di non nutrirsi di esseri umani ma di animali, definendo il proprio stile di vita "vegetariano". Jasper si è adeguato a questo tipo di vita ma, avendo un trascorso militaresco e violento, ha sempre trovato molto difficile resistere alla tentazione del sangue, tenendosi sempre in disparte rispetto al resto della sua famiglia, quando è necessario interagire con gli esseri umani. Nonostante questo, questa nuova vita lo ha liberato dalla depressione che per anni lo ha afflitto.
Quando i Cullen discutono su come agire, dopo che Edward si è involontariamente esposto ad un'umana, Isabella "Bella" Swan, inizialmente Jasper è determinato a uccidere la ragazza per non lasciare testimoni, ma poi lascia perdere quando Alice gli rivela che Bella sarà la propria futura migliore amica e sarà la futura compagna di Edward. Jasper inizialmente cerca quindi di stare lontano dalla ragazza per non rischiare di aggredirla, ma quando lei diventa il target del vampiro segugio James porta la ragazza in Arizona, assieme ad Alice. 
In New Moon, è parte di un brutto incidente la sera in cui la ragazza si trova a casa loro per festeggiare il compleanno: Bella, mentre apre un regalo, si ferisce un dito con la carta del pacchetto, scatenando una violenta reazione in Jasper, che non riesce a resistere all'odore del sangue. Edward, con l'aiuto del fratello Emmett e di Carlisle, riesce ad evitare il peggio e Jasper, una volta riottenuto il controllo di sé, si sente tremendamente in colpa per ciò che stava per fare. Qualche mese dopo, quando Bella chiede ai Cullen di votare se trasformarla o meno, lui vota a favore della prima opzione.
In Eclipse, Jasper si rivela essere molto utile alla famiglia quando un gruppo di vampiri neonati, capitanati da Victoria, decide di attaccare i Cullen. Victoria è intenzionata a vendicare la morte del suo compagno uccidendo Bella. L'esperienza dei combattimenti avvenuti nell'esercito di Maria rendono Jasper l'unico in grado di insegnare alla sua famiglia a difendersi da questi feroci attacchi, e per loro organizza degli allenamenti ai quali partecipano anche i licantropi che, nonostante siano nemici dei vampiri, si alleano momentaneamente con i Cullen per salvare Bella e sconfiggere insieme un nemico più pericoloso.
Quando, in Breaking Dawn, Bella resta incinta, Jasper continua, come il resto della famiglia, a vegliare su di lei. Quando viene trasformata, Jasper si prepara ad aiutarla a non perdere il controllo, ma con sua grande sorpresa la vampira neonata si dimostra dotata di un autocontrollo già superiore al suo. La cosa inizialmente lo porta a soffrire molto, sentendosi incapace e inadatto, ma presto la vicinanza a Bella lo rende estremamente sereno, perché grazie al proprio dono, non solo percepisce, ma è anche influenzato dalla felicità che la ragazza prova per la propria nuova vita.

## Abilità
Di tutti i Cullen, è descritto come il più letale e il più esperto combattente sia per il suo dono con cui può confondere, sia per la sua velocità e le sue esperienze di combattimento, che lo rendono avvezzo a qualsiasi difficoltà o nemico. Alice e Edward riescono a tenergli testa, ma solo grazie ai loro doni. È inoltre esperto del metodo di combattimento dei neonati. In Eclipse afferma di aver sempre avuto occhio per le relazioni e le gerarchie. 